# Цељски грофови
Цељски грофови је била најутицајнија племићка династија на територији данашње Словеније у позном средњем веку. Уздигли су се као вазали хабзбуршких војвода Штајерске. Владали су грофовијом Цеље као непосредни грофови од 1341. и уздигли су се на ранг кнежева Светог римског царства 1436. Међутим, по мушкој линији су изумрли када је убијен последњи гроф Улрих II Цељски 1456. године.